# Sandy Hook (Connecticut)

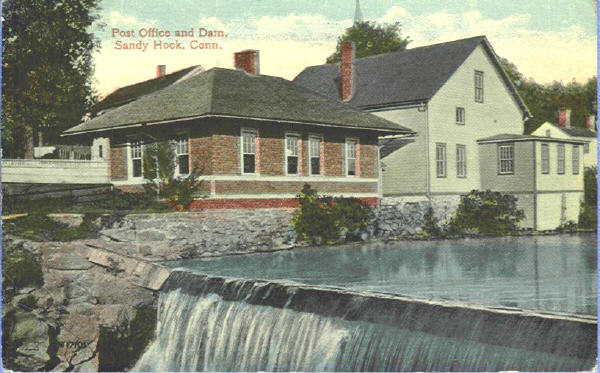
Oficina de correos, de Sandy Hook en una postal enviada en 1914

 Sandy Hook  es una aldea de la ciudad de Newtown, Connecticut. Sandy Hook linda con el barrio de Botsford de la ciudad de Newtown, y con la ciudad de Southbury a lo largo del río Housatonic. Sandy Hook fue fundada en 1711.

## Historia

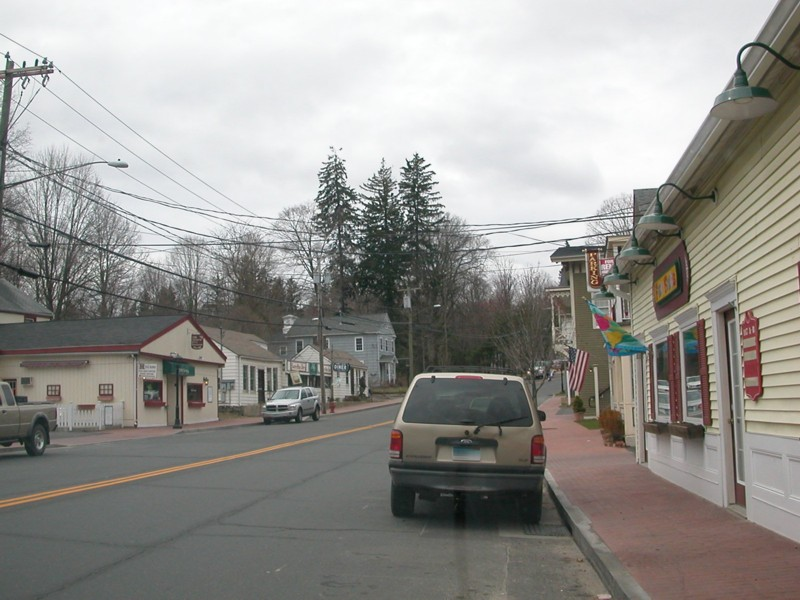
Sandy Hook en 2007

Un año después de la liquidación de Newtown, algunos de sus propietarios comenzaron a alejarse de la aldea central de algunas de sus parcelas más grandes. Varios propietarios con tierras en la misma zona se trasladaron conjuntamente a estas áreas para reducir el aislamiento. Sandy Hook fue una de las primeras zonas periféricas pobladas. Los colonos encontraron el río Pootatuck en Sandy Hook permitió la creación de  aserraderos  y  molinos de agua . El vecindario no creció dramáticamente hasta la industrialización de mediados del siglo XIX. Nombre
En la última década, se han construido muchas nuevas casas caras, aunque a Sandy Hook se pueden localizar muchas casas coloniales antiguas, algunas de las cuales tienen graneros antiguos que han sido convertidos en casas de huéspedes. Sandy Hook también disfruta de actividades acuáticas (natación, paseos en bote, pesca) en el río de Housatonic. Aparte de esto, la proximidad de la aldea en la Interestatal 84 hace que sea un lugar deseable.

### Masacre de 2012 en la escuela
El 14 de diciembre de 2012, 26 personas (20 niños y 6 empleados) murieron en la Escuela Primaria Sandy Hook a manos de un pistolero. El número total de muertes es de 28 (incluyendo al pistolero y a su madre, a quién mató antes de iniciar la masacre en la escuela). El incidente se convirtió rápidamente en el segundo tiroteo escolar más mortífero en la historia de Estados Unidos, por detrás del de Virginia Tech en 2007, y también en el cuarto tiroteo masivo más mortífero en la historia de Estados Unidos.

## Puntos de interés
- Nathan B. Lattes Farm - 22 Walker Hill Road, National Register of Historic Places
- New York Belting and Packing Co.. - 45-71 and 79-89 Glen Road, National Register of Historic Places